# Schwagerininae
Schwagerininae es una subfamilia de foraminíferos bentónicos de la familia Schwagerinidae, de la superfamilia Fusulinoidea, del suborden Fusulinina y del orden Fusulinida. Su rango cronoestratigráfico abarca desde el Moscoviense (Carbonífero superior) hasta el Pérmico superior.

## Discusión
Clasificaciones más recientes incluyen Schwagerininae en la superfamilia Schwagerinoidea, y en la subclase Fusulinana de la clase Fusulinata.

## Clasificación
Schwagerininae incluye a los siguientes géneros:
- Darvasites †
- Dunbarinella †
- Eoparafusulina †
- Iowanella †
- Kansanella †
- Leptotriticites †
- Mccloudia †
- Monodiexodina †
- Montiparus †
- Nagatoella †
- Nipponitella †
- Oketaella †
- Parafusulina †
- Pravitoschwagerina †
- Pseudofusulina †
- Schwagerina †
- Triticites †

Otros géneros considerados en Schwagerininae son:
- Alaskanella †, aceptado como Eoparafusulina
- Codonoschwagerina †, aceptado como Pseudofusulina
- Concavutella †
- Eotriticites †, aceptado como Montiparus
- Globifusulina †, aceptado como Schwagerina
- Guembelites †, considerado sinónimo posterior de Schwagerina
- Jigulites †, aceptado como subgénero de Triticites, es decir, Triticites (Jigulites)
- Juresanella †
- Laxifusulina †, aceptado como subgénero de Pseudofusulina, es decir, Pseudofusulina (Laxifusulina)
- Leeina †, aceptado como Pseudofusulina
- Perigondwania †
- Rauserites †, considerado subgénero de Triticites, es decir, Triticites (Rauserites), pero considerado nomen nudum o como sinónimo de Triticites †
- Rugosofusulina †, considerado sinónimo posterior de Pseudofusulina, también considerado en la Subfamilia Rugosofusulininae
- Sakmarella †
- Schellwienia †, aceptado como subgénero de Fusulina, es decir, Fusulina (Schellwienia) de la familia Fusulinidae
- Skinnerella †, aceptado como subgénero de Parafusulina, es decir, Parafusulina (Skinnerella)
- Thompsonites †
- Tianshanella †, aceptado como subgénero de Triticites, es decir, Triticites (Tianshanella)